# 谷口恒平
谷口 恒平（たにぐち こうへい、1988年 - ）は、日本の映画監督である。

## 経歴
1988年、京都府に生まれる。立命館宇治高等学校を経て、立命館大学映像学部を1期生として卒業。白石晃士監督『戦慄怪奇ファイル コワすぎ!』シリーズで監督助手、メイキングを担当。『バクマン。』『アイアムアヒーロー』などにメイキングディレクターとして参加。2019年に初長編作品『おっさんのケーフェイ』を公開。
2019年、第2回『OP PICTURES』新人監督発掘プロジェクトで優秀賞を受賞。2020年4月、ピンク映画ベストテン監督賞を受賞。

## フィルモグラフィー
特記のない作品は監督を担当。

### 映画
- 正義の人（2010年）監督・脚本・編集
- 穴のあいた家（2010年）監督・脚本・編集
- 恋するクソ野郎（2011年）監督・脚本・編集
- あの娘はサブカルチャーが好き（2013年4月6日公開、MOOSIC LAB 2013）[5]監督・脚本・撮影・編集
- TEN GOODBYES『PINK』（2016年）[6]
- オリーブハウスVSセカイ（2018年）
- おっさんのケーフェイ（2019年、インターフィルム）
- 悶絶劇場 あえぎの群れ（2019年8月9日、オーピー映画）監督・脚本・編集[7]
  - やりたいふたり（2019年8月24日、オーピー映画） ※ 悶絶劇場の一般公開編集版
- 愛してる!（2022年9月30日、日活）脚本、監督補
- バジーノイズ（2024年5月3日、GAGA）脚本

### オリジナルビデオ
- 本当にあった投稿闇映像16（2016年、マジカル）
- 怪談新耳袋Gメン　密林編 （2019年、キングレコード）出演も兼任

### テレビ
- ストーリーズ「パパがうちにいる。」（2020年8月3日、NHK総合）マキタスポーツ家を追ったドキュメンタリー
- 初情事まであと1時間（2021年8月、毎日放送）
- この動画は再生できません（2022年10月、テレビ神奈川）監督・脚本・編集
- 社畜人ヤブー（2025年4月、BS松竹東急）脚本

### メイキング
- 「渇き。」撮影
- 「バクマン」編集
- 「アイアムアヒーロー」撮影・編集

### 編集
- 太陽を掴め（2016年 中村祐太郎監督）[8]